# Calyptranthes maestrensis
Calyptranthes maestrensis är en myrtenväxtart som beskrevs av Ignatz Urban. Calyptranthes maestrensis ingår i släktet Calyptranthes och familjen myrtenväxter. Inga underarter finns listade i Catalogue of Life.